# Setodes gaurichachringa
Setodes gaurichachringa är en nattsländeart som beskrevs av Schmid 1987. Setodes gaurichachringa ingår i släktet Setodes och familjen långhornssländor. Inga underarter finns listade i Catalogue of Life.